# Małgorzata Zofia Habsburg
Małgorzata Zofia Maria Anuncjata Teresa Karolina Józefina Joanna Habsburg (ur. 13 maja 1870 Artstetten – zm. 24 sierpnia 1902 Gmunden) – arcyksiężniczka austriacka, księżna wirtemberska.

## Życiorys
Córka arcyksięcia Karola Ludwika i Marii Anuncjaty Burbon. Jej dziadkami byli arcyksiążę Franciszek Karol Habsburg i arcyksiężna Zofia Wittelsbach oraz król Ferdynand II Burbon i Maria Teresa Habsburg. Była siostrą arcyksięcia Franciszka Ferdynanda. 24 stycznia 1893 roku wyszła za księcia Albrechta Wirtemberskiego, syna księcia Filipa Wirtemberskiego i innej Marii Teresy Habsburg.
Albrecht i Małgorzata mieli sześcioro dzieci:
- Filipa (1893–1975), głowę rodziny Wirtembergów
- Albrechta (1895–1954), męża księżniczki Nadeżdy Koburg, córki cara Bułgarii Ferdynanda I
- Karola (1896–1964), Benedyktyn
- Marię Amelię (1897–1923)
- Marię Teresę (1898–1928)
- Marię Elżbietę (1899–1900)
- Małgorzatę (1902–1945).

Małgorzata zmarła w wieku 32 lat, mąż nie ożenił się ponownie.